# 童冠賢
童 冠賢（どう かんけん）は、中華民国の学者・政治家。国共内戦期に立法院長を務めた人物である。名は啓顔だが、字の冠賢で一般に知られる。

## 事績
天津の南開大学を卒業。日本に留学し、1920年（民国9年・大正9年）に早稲田大学大学部政治経済学科を卒業した。続いてアメリカに留学し、コロンビア大学で経済学修士の学位を取得する。その後ドイツにも留学し、ベルリン大学大学院に在学した。さらにイギリスにも留学して、ロンドン・スクール・オブ・エコノミクス(LSE)に在籍した。
1925年（民国14年）に帰国し、北京大学教授となる。まもなく顧孟余に追随して広州に向かい、中国国民党に加入した。その後、北京に戻り、国民党政治委員会華北分会委員として党務工作に従事した。中山大学教授、安徽大学法学院院長、国立編訳館人文組主任、中央大学法学院院長を歴任している。
1933年（民国22年）2月、監察院監察委員に任命される。同年6月には監察院審計部常務次長に昇進した。以後も、監察院で監察委員をつとめた他、国民参政会参政員、中央大学経済系主任などを歴任した。1943年（民国32年）12月、監察院山西・陝西監察区監察使に任じられている。
1946年（民国35年）11月には憲法制定（「制憲」）国民大会代表に当選した。1948年（民国37年）11月、孫科の後任として立法院長に就任した。しかし、国共内戦の帰趨が決した1949年（民国38年）10月に辞任している。
1950年に香港へ移り、崇基学院で教鞭をとった。1965年に引退し、米国のメリーランド州に移住した。
1981年8月7日、カナダで死去。享年88。

## 注
1. ↑  早稲田大学校友会(1934)、488頁。表記は「童啓顔」。なお、この際に法学士を取得したとの説もある。